# La Ch'tite Famille
Pour plus de détails, voir Fiche technique et Distribution.
La Ch'tite Famille est une comédie française coécrite et réalisée par Dany Boon, sortie en 2018.

## Synopsis
Valentin Duquesne (Dany Boon) et sa compagne Constance Brandt (Laurence Arné) sont tous deux des architectes designers réputés. Ils se préparent au vernissage de leur rétrospective au palais de Tokyo à Paris. Mais rien ne se passe comme prévu.
Célèbre autant que hautain, Valentin a menti sur ses origines. Issu d'une famille modeste originaire du Nord de la France, il a prétendu que sa mère Suzanne (Line Renaud) l'a abandonné à sa naissance. Or, celle-ci, accompagnée de Gustave « Gus » (Guy Lecluyse) frère de Valentin, Louloute (Valérie Bonneton) sa belle-sœur et sa nièce Britney (Juliane Lepoureau), débarque inopinément dans la capitale le jour du vernissage, pour fêter son 80e anniversaire. La rencontre est fracassante. Lorsque le beau-père Alexander (François Berléand) fourbe et manipulateur de Valentin le percute involontairement avec sa voiture, ce dernier tombe dans le coma et se réveille à l'hôpital amnésique, avec en tête son accident de mobylette survenu à ses 17 ans, quand il a voulu quitter sa région natale. Il va être ch'ti plus que jamais, avec son accent, ses goûts et ses manières totalement décalés avec le milieu parisien mondain et snob. Ce retour en arrière le rapproche de sa mère. Constance, son épouse et associée, fait tout pour le ramener à sa vie d'artiste et lui faire perdre son accent.

## Fiche technique
Sauf indication contraire, les informations mentionnées dans cette section peuvent être confirmées par les bases de données cinématographiques IMDb et Allociné,  présentes dans la section « Liens externes ».
- Titre original : La Ch'tite Famille
- Réalisation : Dany Boon
- Scénario  : Dany Boon et Sarah Kaminsky, d'après une idée originale de Dany Boon, dialogues et adaptation de Sarah Kaminsky
- Musique : Maxime Desprez et Michaël Tordjman
- Direction artistique : Stéphanie Bertrand
- Décors : Hervé Gallet
- Costumes : Laetitia Bouix
- Photographie : Denis Rouden
- Son : Lucien Balibar, Damien Lazzerini, Guillaume Bouchateau, Margot Saada, Marc Mnémosyne
- Montage : Élodie Codaccioni
- Production : Jérôme Seydoux, Dany Boon et Bruno Morin
  - Production déléguée : Eric Hubert
- Sociétés de production[2] :
  - France : Pathé Films, en coproduction avec Les Productions du Ch'Timi et TF1 Films Production, avec la participation de OCS, Ciné+ et TF1, avec le soutien de la région Hauts-de-France et Pictanovo
  - Belgique : en coproduction avec 26 Db Productions, en association avec Shelter Prod, avec le soutien de la Taxshelter. be et de la Tax shelter du Gouvernement Fédéral Belge
- Sociétés de distribution[3] : Pathé Distribution (France) ; Alternative Films (Belgique) ; A-Z Films (Québec) ; Pathé Films AG (Suisse romande)
- Budget : 27,8 millions d’ €[4]
- Pays de production :  France
- Langue originale : français, anglais
- Format[5] : couleur - D-Cinema (4K DCP) - 2,35:1 (Cinémascope)
- Genre : comédie
- Durée : 106 minutes
- Dates de sortie[6] :
  - France, Belgique, Suisse romande : 28 février 2018[7],[8]
  - Québec : 4 mai 2018[9]
- Classification[10] :
  - France : tous publics[11]
  - Belgique : tous publics (Alle Leeftijden)[7]
  - Suisse romande : interdit aux moins de 6 ans[12]
  - Québec : tous publics (G - General Rating)[9]

## Distribution
- Dany Boon : Valentin Duquesne « Valentin D. »
- Line Renaud : Suzanne Duquesne, mère de Valentin et Gustave
- Laurence Arné : Constance Brandt, épouse de Valentin
- Valérie Bonneton : Louloute, ex-fiancée de Valentin, épouse de Gustave
- Guy Lecluyse : Gustave « Gus » Duquesne, frère de Valentin
- François Berléand : Alexander Brandt, père de Constance, beau-père de Valentin
- Pierre Richard : Joseph Duquesne, père de Valentin et Gustave
- Juliane Lepoureau : Britney Duquesne, fille de Gustave et Louloute
- Stéphane Pézerat : l'orthophoniste
- Aladin Reibel : Pr Rosenberg, le chirurgien
- Thomas VDB : le paparazzi
- Judi Beecher : Kate Fischer
- Antonia de Rendinger : Mme de Cléry, la cliente de Valentin et Constance
- Ludovic Pinette : l'avocat d'Alexander
- Ludmila Mikhailova : Olga, la femme de ménage de Valentin et Constance
- Silvie Laguna : la prof de maintien parisienne
- Yan Tual : l’agent de sécurité
- Claudia Tagbo : la ministre de la Culture
- Karina Beuthe Orr : Karina Beuthe
- Vincent Primault : Dr Legard, le neurologue de l'hôpital
- Jeanfi Janssens : Tony
- Oleg Eyben : l'invité

et, dans leurs propres rôles :
- Kad Merad et Julia Vignali
- Arthur
- Pascal Obispo
- Claire Chazal

## Production

### Genèse et développement
Selon Dany Boon, les premières idées du scénario remontent à 2011. La bande-annonce est sortie le 20 décembre 2017 sur YouTube, tandis que l'affiche du film est sortie 7 jours plus tard, soit le 27 décembre 2017

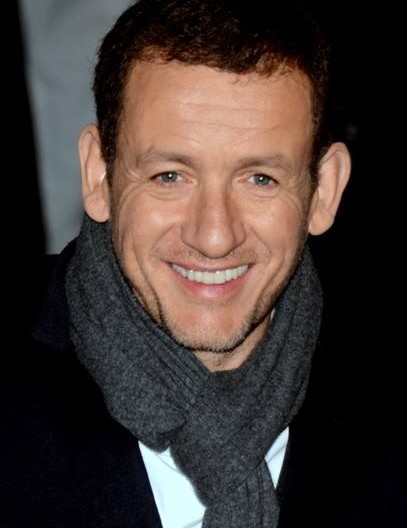
Dany Boon à la cérémonie des césars.

### Préproduction
Il s'agit du sixième long métrage de Dany Boon en tant que réalisateur. Ce dernier déclare que « ce ne sera pas une suite du film Bienvenue chez les Ch'tis » (sorti en 2008).
Ce film devait sortir avant Supercondriaque et Raid dingue. Dany Boon en est l'acteur principal, il est notamment accompagné par les deux actrices nordistes Line Renaud et Valérie Bonneton, déjà présentes dans ses précédentes réalisations.
Dany Boon a également fait appel à Pierre Richard, ainsi qu'à Guy Lecluyse (notamment à l'affiche de Bienvenue chez les Ch'tis sorti en 2008, Rien à déclarer sorti en 2011 et Supercondriaque sorti en 2014). Le casting est complété par Laurence Arné (l'actrice a partagé l'affiche de Radin ! avec Dany Boon) et François Berléand.
Le réalisateur a proposé à son copain Johnny Hallyday de jouer dans le film. Le chanteur est mort au moment du montage, si bien que le clin d'œil dans la dernière scène (Pierre Richard chante Que je t'aime en ch'ti pour Line Renaud dans une version rebaptisée Que j'te ker) s'est transformée en hommage posthume, le film étant dédié au rockeur.
Le film compte aussi des participations de vedettes telles qu'Arthur, Kad Merad, Claire Chazal et Pascal Obispo.

### Tournage
Le tournage dure au total 10 semaines, réparties entre le début (en Île-de-France, notamment à la cité du cinéma à Saint-Denis) et la fin de l'été 2017 (dans les Hauts-de-France).
- Paris (Palais de Tokyo, Musée d'Art moderne de la ville de Paris, Hôtel Sofitel Baltimore)
- Département du Nord (Oudezeele, Les Moëres)
- Seine-Saint-Denis (cité du cinéma)

### Musiques
- Heal - Tom Odell
- Where Ever You Go - Bensé
- Holly Drugs - Bensé
- Knock On Woods - Bensé

## Accueil

### Sortie
Le film sort le 23 février 2018 dans le Nord et le 28 février 2018 dans le reste du pays.

### Accueil critique
L'accueil critique réservé au film tourne globalement du mitigé au négatif.
Michaël Mélinard de L'Humanité juge cette comédie habilement calibrée pour toute la salle, avec Dany Boon qui y retrouve « une force et une poésie comiques quelque peu diluées après Bienvenue chez les Ch'tis » dont elle est dérivée, le réalisateur retentant le coup du régionalisme. François Forestier de L'Obs considère le film « moins drôle que Bienvenue chez les Ch'tis, mais plus émouvant ».
Pour plusieurs critiques, ce film accumule les clichés autour des Nordistes. Selon Bernard Génin de Positif, le spectateur « reste en rade et il n'est pas sûr que ceux du Nord apprécient cette grosse farce dont ils sont les dindons ». Ève Beauvallet dans Libération estime que cette comédie sociale « destinée à réconcilier tous les segments de marché, n’est ni suffisamment choquante pour s’indigner, ni suffisamment ciselée pour se marrer. Pile ce qu’il faut pour s’y ennuyer ». Stéphane Gobbo du Temps parle d'« indigence crasse », d'une forme de mépris envers les Ch'tis dépeints comme des « ploucs incultes », et d'un film qui « est tout simplement une insulte faite à l’intelligence du spectateur ».

### Box-office
| Pays ou région | Box-office        | Date d'arrêt du box-office | Nombre de semaines |
| -------------- | ----------------- | -------------------------- | ------------------ |
| France         | 5 626 049 entrées | 8 mai 2018                 | 10                 |
| Total mondial  | 49 954 866 $      | 12 mai 2019                |                    |